# John Vermeulen
John Vermeulen (* 13. Mai 1941 in Antwerpen; † 23. August 2009) war ein belgischer Journalist, Segler und niederländischsprachiger Schriftsteller.
Vermeulen wurde bekannt als Autor von zahlreichen Thrillern, Science-Fiction-Romanen, Kinderbüchern und historischen Romanen. Außerdem war er Verfasser von Drehbüchern und Theaterstücken sowie von Kurzgeschichten, unter anderem für das niederländische Playboy-Magazin.

## Werke (Auswahl)
- Die Elster auf dem Galgen. Ein Roman aus der Zeit Pieter Bruegels. Aus dem Niederländischen v. Susanne George. Diogenes, Zürich 1995.
- Der Garten der Lüste. Roman über Leben und Werk des Hieronymus Bosch. Aus dem Niederländischen v. Hanni Ehlers. Diogenes, Zürich 2002.
- Zwischen Gott und der See. Roman über Leben und Werk des Gerhard Mercator. Aus dem Niederländischen v. Hanni Ehlers. Diogenes, Zürich 2005.
- Der Maler des Verborgenen. Roman über Leonardo da Vinci. Aus dem Niederländischen v. Hanni Ehlers. Diogenes, Zürich 2011.